# Genesis Publications
Genesis Publications est une maison d'édition britannique fondée par Brian David Roylance et spécialisée dans les livres d'art et de photographies concernant la musique rock.

### Beatles
- 1980 : I Me Mine  de George Harrison
- 1984 : Fifty Years Adrift de Derek Taylor publié par George Harrison
- 1987 : It was Twenty Years Ago Today de Derek Taylor
- 1987 : Songs de George Harrison - illustrations de Keith West - préface de Jeff Lynne
- 1993 : Live in Japan 1991 concerts de George Harrison - préface de Eric Clapton
- 1994 : Liverpool days (photos de Max Scheler) - préface de Astrid Kirchherr
- 1995 : Paul McCartney : Yesterday & Today de Ray Coleman
- 1995 : John Lennon Sometime in New-York City (photos de Bob Gruen) signé par Yoko Ono
- 1996 : Golden dreams (photos de Max Scheler) - préface de Astrid Kirchherr
- 1997 : Raga Mala : autobiographie de Ravi Shankar (préface de George Harrison, postface de Yehudi Menuhin)
- 1997 : BIG : Beatles In Germany (photos de Günter Zint) préface de Ulf Krüger - postface de Tony Sheridan
- 1999 : Hamburg days (de Klaus Voormann & Astrid Kirchherr) préface de George Harrison - postface de Paul McCartney
- 2000 : Mania Days (photos de Curt Gunther)
- 2002 : Playback de George Martin préface de Paul McCartney et Ringo Starr.
- 2003 : When We Was Fab (textes et photos de Astrid Kirchherr) - préface de Olivia Harrison
- 2004 : Concert for George (live au Royal Albert Hall le 29/11/2002)
- 2006 : Now these days are gone (photos de Michael Peto) signé par Richard Lester.

### Rolling Stones
- 1995 : Masons yard to Primrose Hill 65-67 photos de Gered Mankowitz
- 1997 : Crossfire Hurricane (photos de Bob Gruen)
- 1998 : Wyman shoots Chagall
- 1998 : I Contact : the Gered Mankowitz archives
- 1998 : Wood on Canvas : Every Picture Tells a Story
- 1999 : Pleased to meet you (photos de Michael Putland)
- 2001 : Exile (photos de Dominique Tarlé) - préface de Keith Richards

### Bob Dylan
- 1999 : Early Dylan (préface de Arlo Guthrie)
- 2000 : Dylan in Woodstock photos de Elliott Landy
- 2006 : Thin wild Mercury de Jerry Schatzberg

### autres
- 1979 : Alice's adventures underground de Lewis Carroll
- 1990 : Blinds & Shutters (photos de Michael Cooper) introduction de Mick Jagger
- 1991 : 24 Nights de Eric Clapton scrapbook de Peter Blake
- 2000 : The Greatest Live Rock'n'Roll Band in the World : The Who - Live at Leeds (par Ross Halfin) préface de Pete Townshend
- 2000 : Lovers & other strangers de Jack Vettriano textes de Anthony Quinn
- 2001 : Psychedelic Renegades photos de Syd Barrett par Mick Rock
- 2002 : Maximum Who de Ross Halfin (textes de Roger Daltrey et John Entwistle)
- 2002 : A time to live (préface de Michael Palin) - événements marquants du XXe siècle
- 2002 : Moonage Daydream : the life and times of Ziggy Stardust (photos Mick Rock - textes David Bowie)
- 2004 : Rebel music: Bob Marley & roots reggae photos de Kate Simon
- 2005 : Classic Hendrix photos de Ross Halfin
- 2005 : Inside out de Nick Mason
- 2007 : Elvis & the birth of rock de Lew Allen